# Janaky Athi Nahappan

Logotip del Congrés Indi de Malaisia, del qual fou membre fundador

Puan Sri Datin Janaky Devar (25 de febrer de 1925 - 9 de maig de 2014), més coneguda com a Janaky Athi Nahappan, va ser membre fundador de Congrés Indi de Malàisia i una de les primeres dones involucrades en la lluita per la independència de Malàisia, llavors Malaia.
Janaki va créixer en una família tamil acomodada de Malaia i, quan només tenia 16 anys, va sentir la crida de Subhas Chandra Bose als indis perquè donessin tot el que poguessin per la seva lluita per la independència de l'Índia. Immediatament es va treure les arracades d'or i les va donar. Estava decidida a unir-se a la secció femenina el Regiment Rani de Jhansi de l'Exèrcit Nacional Indi. Hi va haver una forta objecció familiar, especialment per part del seu pare. Però després de molta persuasió, finalment hi va accedir.
Va ser una de les primeres dones en unir-se a l'Exèrcit Nacional Indi, organitzat durant l'ocupació japonesa de Malàisia, per lluitar per la independència de l'Índia juntament amb els japonesos. Havent estat criada amb luxes, inicialment li va costar adaptar-se als rigors de la vida militar. No obstant això, a poc a poc es va acostumar a ella i la seva carrera en el regiment va ascendir de manera notable. Es va convertir en la segona en la línia de comandament del regiment.
Després de la Segona Guerra Mundial va tornar com a activista de l'assistència social.
Janaki va trobar inspiradora la lluita del Congrés Nacional Indi per la independència de l'Índia i es va unir a la Missió Mèdica de Congrés Indi a la llavors federació Malaia. El 1946 Nahappan va ajudar a John Thivy a establir el Congrés Indi Malai, que es va inspirar en el Congrés Nacional Indi. Més tard, es va convertir en senadora al Dewan Negara de Parlament malaisi.
El govern de l'Índia li va atorgar el quart honor civil més alt, el Premi Padma Shri, l'any 2000. Va morir a casa el 9 de maig de 2014 causa d'una pneumònia.